# Liste der Stolpersteine in Heinsberg
Die Liste der Stolpersteine in Heinsberg enthält alle Stolpersteine, die im Rahmen des gleichnamigen Projekts von Gunter Demnig in Heinsberg verlegt wurden. Mit ihnen soll an Opfer des Nationalsozialismus erinnert werden, die in Heinsberg lebten und wirkten.
Die Stolpersteine wurden am 2. Februar 2018  und am 6. Dezember 2018  verlegt.
Zusätzlich wurde auf dem Krankenhausgelände eine Stele aufgestellt, um an den Ort der Sammelstelle zu erinnern, von dem aus sie am 22. März 1942 frühmorgens zunächst in ein Lager bei Eschweiler und irgendwann, der Zeitpunkt ist nicht bekannt, in die Vernichtungslager gebracht wurden.

## Verlegte Stolpersteine
| Adresse              | Stadtteil  | Verlege- datum | Person, Inschrift | Bild | Anmerkung |
| -------------------- | ---------- | -------------- | --- | --- | --------- |
| Corneliusstraße 28 · | Waldenrath | 2. Feb. 2018   | Hier wohnte Max Cohen Jg. 1870 deportiert 1942 Theresienstadt ermordet 21.2.1944                                                               | Bild gesucht Der Benutzer GeorgDerReisende ( Diskussion ) wünscht sich an dieser Stelle ein Bild vom Ort mit diesen Koordinaten 51.016 6.07272 . Motiv: Corneliusstraße 28: Stolperstein für Max Cohen, die Lage und das Haus Falls du dabei helfen möchtest, erklärt die Anleitung , wie das geht. BW                              |           |
| Hochstraße 38 ·      | Heinsberg  | 6. Dez. 2018   | Hier wohnte Joseph Kaufmann Jg. 1875 unfreiwillig verzogen 1942 Aachen deportiert 1942 ermordet im besetzten Polen                             | Stolperstein Heinsberg Hochstraße 38 Joseph Kaufmann |           |
| Hochstraße 38 ·      | Heinsberg  | 6. Dez. 2018   | Hier wohnte Ella Kaufmann geb. Schwarz Jg. 1902 unfreiwillig verzogen 1942 Aachen deportiert 1942 ermordet im besetzten Polen                  | Stolperstein für Ella Kaufmann geb. Schwarz |           |
| Hochstraße 38 ·      | Heinsberg  | 6. Dez. 2018   | Hier wohnte Leo Kaufmann Jg. 1924 unfreiwillig verzogen 1942 Aachen deportiert 1942 ermordet im besetzten Polen                                | Stolperstein für Leo Kaufmann |           |
| Hochstraße 38 ·      | Heinsberg  | 6. Dez. 2018   | Hier wohnte Therese Kaufmann Jg. 1875 unfreiwillig verzogen 1942 Aachen deportiert 1942 ermordet im besetzten Polen                            | Stolperstein für Therese Kaufmann |           |
| Hochstraße 66 ·      | Heinsberg  | 6. Dez. 2018   | Hier wohnte Erich Manasses Jg. 1896 Flucht Belgien Frankreich interniert Drancy deportiert Auschwitz ermordet 30.6.1944                        | Stolperstein Heinsberg Hochstraße 66 Erich Manasses |           |
| Hochstraße 66 ·      | Heinsberg  | 6. Dez. 2018   | Hier wohnte Hildegard Manasses geb. Kuder Jg. 1902 deportiert 1942 ermordet in Auschwitz,                                                      | Stolperstein für Hildegard Manasses |           |
| Hochstraße 68 ·      | Heinsberg  | 6. Dez. 2018   | Hier wohnte Joseph Blech Jg. 1878 deportiert 1942 Theresienstadt ermordet                                                                      | Stolperstein für Joseph Blech |           |
| Hochstraße 68 ·      | Heinsberg  | 6. Dez. 2018   | Hier wohnte Meinhard Blech Jg. 1878 deportiert 1942 Theresienstadt ermordet                                                                    | Stolperstein für Meinhard Blech |           |
| Hochstraße 68 ·      | Heinsberg  | 6. Juli 2019   | Hier wohnte Helene Blech geb. Goldmann Jg. 1885 gedemütigt / entrechtet tot 24.03.1934                                                         | Stolperstein für Helene Blech |           |
| Hochstraße 74 ·      | Heinsberg  | 6. Dez. 2018   | Hier wohnte Otto Coblenzer Jg. 1875 deportiert 1942 ermordet im besetzten Polen                                                                | Stolperstein für Otto Coblenzer |           |
| Hochstraße 74 ·      | Heinsberg  | 6. Dez. 2018   | Hier wohnte Lotte Luise Coblenzer Jg. 1921 Flucht 1937 mit Hilfe Holland England                                                               | Stolperstein für Lotte Luise Coblenzer |           |
| Hochstraße 74 ·      | Heinsberg  | 6. Dez. 2018   | Hier wohnte Auguste Coblenzer geb. Tendlau Jg. 1881 deportiert ermordet im besetzten Polen                                                     | Stolperstein für Auguste Coblenzer geb. Tendlau |           |
| Hochstraße 95 ·      | Heinsberg  | 6. Juli 2019   | Hier wohnte Adolf Spiero Jg. 1875 Flucht 1933 Brasilien                                                                                        | Bild gesucht Der Benutzer GeorgDerReisende ( Diskussion ) wünscht sich an dieser Stelle ein Bild vom Ort mit diesen Koordinaten 51.061956 6.094882 . Motiv: Hochstraße 95: Stolpersteine für das Ehepaar Spiero, die Lage und das Haus Falls du dabei helfen möchtest, erklärt die Anleitung , wie das geht. BW                     |           |
| Hochstraße 95 ·      | Heinsberg  | 6. Juli 2019   | Hier wohnte Ida Spiero geb. Hirsch Jg. 1886 Flucht 1933 Brasilien                                                                              | |           |
| Hochstraße 107 ·     | Heinsberg  | 6. Dez. 2018   | Hier wohnte Hermann Bähr Jg. 1880 deportiert 1942 Izbica ermordet                                                                              | Stolperstein für Hermann Bähr |           |
| Hochstraße 107 ·     | Heinsberg  | 6. Dez. 2018   | Hier wohnte Selma Bähr Jg. 1889 deportiert 1942 Majdanek ermordet                                                                              | Stolperstein für Selma Bähr |           |
| Hochstraße 107 ·     | Heinsberg  | 6. Dez. 2018   | Hier wohnte Lion Daniels Jg. 1878 deportiert 1942 Theresienstadt ermordet 20.1.1943                                                            | Stolperstein für Lion Daniels |           |
| Hochstraße 107 ·     | Heinsberg  | 6. Dez. 2018   | Hier wohnte Johanna Daniels Jg. 1875 deportiert Schicksal unbekannt                                                                            | Stolperstein für Johanna Daniels |           |
| Hochstraße 107 ·     | Heinsberg  | 6. Dez. 2018   | Hier wohnte Helena Hirsch geb. Daniels Jg. 1876 Flucht Belgien interniert Mechelen deportiert 1943 ermordet in Auschwitz                       | Stolperstein für Helena Hirsch geb. Daniels |           |
| Hochstraße 107 ·     | Heinsberg  | 6. Dez. 2018   | Hier wohnte Getta Daniels Jg. 1873 deportiert 1942 Theresienstadt 1944 Auschwitz ermordet                                                      | Stolperstein für Getta Daniels |           |
| Hochstraße 107 ·     | Heinsberg  | 6. Dez. 2018   | Hier wohnte Heinrich Ludwig Bähr Jg. 1923 deportiert Schicksal unbekannt                                                                       | Stolperstein für Heinrich Ludwig Bähr |           |
| Hochstraße 107 ·     | Heinsberg  | 6. Dez. 2018   | Hier wohnte Elise Lilly Bähr geb. Kaufmann Jg. 1885 deportiert 1942 Izbica ermordet                                                            | Stolperstein für Elise Lilly Bähr geb. Kaufmann |           |
| Hochstraße 107 ·     | Heinsberg  | 6. Juli 2019   | Hier wohnte Leopold Daniels Jg. 1858 gedemütigt / entrechtet tot 18.12.1936                                                                    | Bild gesucht Der Benutzer GeorgDerReisende ( Diskussion ) wünscht sich an dieser Stelle ein Bild vom Ort mit diesen Koordinaten 51.0625221 6.0951067 . Motiv: Hochstraße 107: Stolpersteine für Leopold Daniels und Maria Anna Bähr, die Lage und das Haus Falls du dabei helfen möchtest, erklärt die Anleitung , wie das geht. BW |           |
| Hochstraße 107 ·     | Heinsberg  | 6. Juli 2019   | Hier wohnte Maria Anna Bähr Jg. 1922 Flucht 1939 mit Hilfe USA                                                                                 | |           |
| Kirchstraße 3 ·      | Waldenrath | 2. Feb. 2018   | Hier wohnte Hugo Lichtenstein deportiert 1942 Minsk ermordet in Maly Trostinec                                                                 | Bild gesucht Der Benutzer GeorgDerReisende ( Diskussion ) wünscht sich an dieser Stelle ein Bild vom Ort mit diesen Koordinaten 51.014318 6.073831 . Motiv: Kirchstraße 3: Stolpersteine für die Familie Lichtenstein, die Lage und das Haus Falls du dabei helfen möchtest, erklärt die Anleitung , wie das geht. BW               |           |
| Kirchstraße 3 ·      | Waldenrath | 2. Feb. 2018   | Hier wohnte Karoline Lichtenstein Jg. 1910 deportiert Minsk ermordet                                                                           | |           |
| Kirchstraße 3 ·      | Waldenrath | 2. Feb. 2018   | Hier wohnte Salomon 'Sally' Lichtenstein Jg. 1898 deportiert 1941 Minsk ermordet                                                               | |           |
| Kirchstraße 48 ·     | Waldenrath | 2. Feb. 2018   | Hier wohnte Moses Moritz Lichtenstein Jg. 1874 deportiert 1942 Theresienstadt ermordet 28.10.1943                                              | Bild gesucht Der Benutzer GeorgDerReisende ( Diskussion ) wünscht sich an dieser Stelle ein Bild vom Ort mit diesen Koordinaten 51.01157 6.070948 . Motiv: Kirchstraße 48: Stolpersteine für die Familie Lichtenstein, die Lage und das Haus Falls du dabei helfen möchtest, erklärt die Anleitung , wie das geht. BW               |           |
| Kirchstraße 48 ·     | Waldenrath | 2. Feb. 2018   | Hier wohnte Hedwig Lichtenstein Jg. 1912 deportiert ermordet im besetzten Polen                                                                | |           |
| Kirchstraße 48 ·     | Waldenrath | 2. Feb. 2018   | Hier wohnte Henriette Lichtenstein Jg. 1870 deportiert 1942 Theresienstadt 1942 Treblinka ermordet                                             | |           |
| Ostpromenade 70 ·    | Heinsberg  | 6. Dez. 2018   | Hier wohnte Adolph Blech Jg. 1882 unfreiwillig verzogen 1942 Aachen deportiert 1942 ermordet im besetzten Polen                                | Stolperstein für Adolph Blech |           |
| Ostpromenade 70 ·    | Heinsberg  | 6. Dez. 2018   | Hier wohnte Bertha Hertz geb. Blech Jg. 1881 Flucht Holland interniert Westerbork deportiert 1944 Theresienstadt Auschwitz ermordet 30.10.1944 | Stolperstein für Bertha Hertz geb. Blech |           |
| Ostpromenade 70 ·    | Heinsberg  | 6. Dez. 2018   | Hier wohnte Bella Blech geb. Leeser Jg. 1886 unfreiwillig verzogen 1942 Aachen deportiert 1942 ermordet im besetzten Polen                     | Stolperstein für Bella Blech geb. Leeser |           |
| Patersgasse 3 ·      | Heinsberg  | 6. Juli 2019   | Hier wohnte Simon Randerath Jg. 1876 gedemütigt / entrechtet tot 21.07.1938                                                                    | Stolperstein för Simon Randerath |           |
| Patersgasse 3 ·      | Heinsberg  | 6. Juli 2019   | Hier wohnte Klara Randerath Jg. 1927 Flucht Australien                                                                                         | Stolperstein för Klara Randerath |           |
| Patersgasse 3 ·      | Heinsberg  | 6. Juli 2019   | Hier wohnte Hedwig Randerath geb. Greilsheimer Jg. 1883 deportiert 1942 ermordet im besetzten Polen                                            | Stolperstein för Hedwig Randerath geboren Greilsheimer |           |
| Patersgasse 3 ·      | Heinsberg  | 6. Juli 2019   | Hier wohnte Sala Randerath Jg. 1921 deportiert 1942 ermordet im besetzten Polen                                                                | Stolperstein för Sala Randerath |           |
| Patersgasse 3 ·      | Heinsberg  | 6. Juli 2019   | Hier wohnte Lilli Randerath Jg. 1922 deportiert 1942 ermordet im besetzten Polen                                                               | Stolperstein för Lilly Randerath |           |
| Patersgasse 3 ·      | Heinsberg  | 6. Juli 2019   | Hier wohnte Josef Randerath Jg. 1924 Flucht 1938 Belgien Schicksal unbekannt                                                                   | Stolperstein för Josef Randerath |           |
| Vitusstraße 9 ·      | Waldenrath | 2. Feb. 2018   | Hier wohnte Jakob Lichtenstein Jg. 1880 deportiert 1942 ermordet im besetzten Polen                                                            | Bild gesucht Der Benutzer GeorgDerReisende ( Diskussion ) wünscht sich an dieser Stelle ein Bild vom Ort mit diesen Koordinaten 51.014509 6.075515 . Motiv: Vitusstraße 9: Stolpersteine für die Familie Lichtenstein, die Lage und das Haus Falls du dabei helfen möchtest, erklärt die Anleitung , wie das geht. BW               |           |
| Vitusstraße 9 ·      | Waldenrath | 2. Feb. 2018   | Hier wohnte Helena Lichtenstein Jg. 1894 deportiert 1942 ermordet im besetzten Polen                                                           | |           |
| Vitusstraße 9 ·      | Waldenrath | 2. Feb. 2018   | Hier wohnte Hermann Lichtenstein Jg. 1893 Schutzhaft 1938 Sachsenhausen deportiert 1942 ermordet im besetzten Polen                            | |           |
| Vitusstraße 9 ·      | Waldenrath | 2. Feb. 2018   | Hier wohnte Daniel 'Denny' Lichtenstein Jg. 1941 deportiert 1942 ermordet im besetzten Polen                                                   | |           |
| Vitusstraße 9 ·      | Waldenrath | 2. Feb. 2018   | Hier wohnte Martha Lichtenstein geb. Lichtenstein Jg. 1914 deportiert 1942 ermordet im besetzten Polen                                         | |           |